# São Cristóvão FR

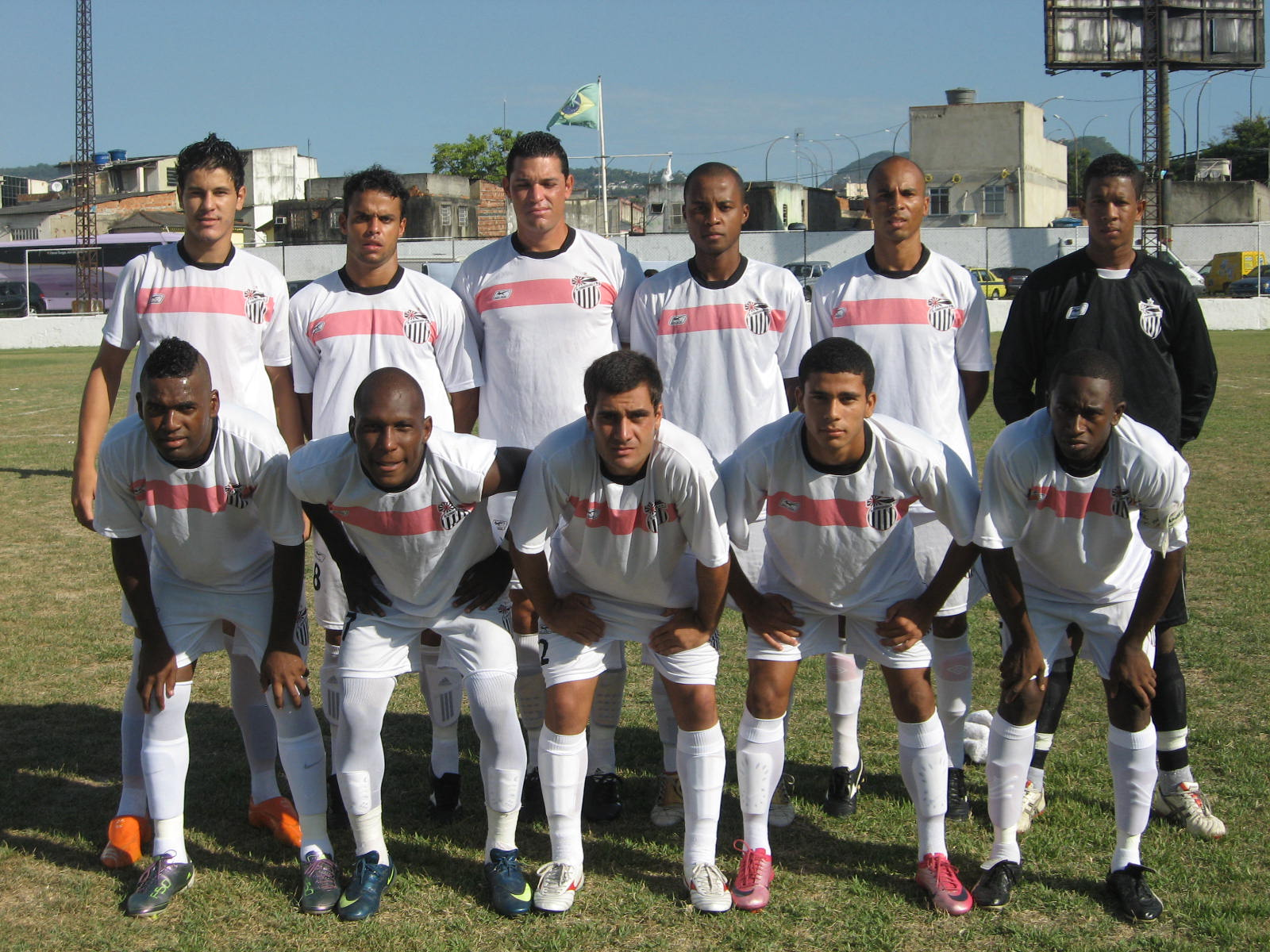
Team van 2011

São Cristóvão FR is een Braziliaanse voetbalclub uit Rio de Janeiro.

## Geschiedenis
De club werd op 12 oktober 1898 opgericht als Clube de Regatas São Cristóvão. De huidige naam nam de club aan op 13 februari 1943 toen de club fuseerde met São Cristóvão Atlético Clube, dat in 1909 opgericht werd.
In 1911 begon de club in de tweede divisie van het Campeonato Carioca en werd daar vicekampioen achter Bangu en promoveerde oz naar de hoogste klasse. In 1916 eindigde de club laatste en moest het een play-off om het behoud spelen tegen Carioca, die met 5-3 gewonnen werd. In 1918 eindigde de club voor het eerst in de top drie.
In 1919 versloeg de club SC Mangueira met 11-1, een record in het staatskampioenschap, wat nog niet gebroken werd. Brás de Oliveira scoorde negen keer in deze wedstrijd, een record dat hij deelt met Gilbert Leon Hime van Botafogo. In 1926 won de club het staatskampioenschap, met één punt voorsprong op Vasco da Gama. In 1934 werd de club vicekampioen, achter Vasco. Ook de volgende jaren eindigden ze meestal in de subtop. In 1938 nam speler Roberto met het nationale elftal deel aan het WK. In de tweede ronde wonnen de goddelijke kanaries van Tsjecho-Slowakije na twee goals van Leônidas, die ooit zijn carrière begon bij São Cristóvão, echter werd het tweede doelpunt in 2006 alsnog toegekend aan Roberto. Na een paar mindere seizoenen werden ze in 1943 derde en was João Pinto topschutter van de competitie. Eerder dat seizoen won de club ook het Torneio Municipal, dit toernooi genoot niet zoveel aanzien als het Campeonato Carioca, maar hier namen wel dezelfde teams aan deel. Het was tevens de laatste keer dat de club het zo goed deed. De volgende jaren had de club eerder kwakkelseizoenen en werd de top vijf niet meer bereikt. Nadat de competitie na het seizoen 1964 van 13 naar 8 teams teruggebracht werd, degradeerde de club voor het eerst. Het volgende seizoen werd de club kampioen in de tweede klasse en de competitie werd ook weer uitgebreid naar twaalf teams. De club eindigde nu meestal onderaan. Pas in 1972 deed de club het nog eens enigszins goed. Met een zevende plaats in het eerste toernooi schaarde de club zich bij de laatste acht en werd derde in het tweede toernooi, maar laatste in het derde toernooi. In 1979 werd het Campeonato Carioca verenigd met het Campeonato Fluminense waardoor de concurrentie zwaarder werd, nu er ook teams van buiten Rio de Janeiro aan de competitie deelnamen en er een tweede klasse werd ingevoerd. In 1980 nam de club nog deel aan de voorronde, maar kwalificeerde zich niet en speelde dat jaar in de tweede divisie. In 1982 verloor de club de finale om de titel van Goytacaz, maar promoveerde wel.
De terugkeer bij de elite was een grote ramp en de club eindigde afgetekend laatste en scoorde slechts twee keer op 22 wedstrijden. Pas in 1991 maakte de club opnieuw haar opwachting in de hoogste klasse, toen deze fors uitgebreid werd. Na drie seizoenen werd het aantal teams weer beperkt en degradeerde de club weer. Deze keer beperkte de club de afwezigheid met één seizoen, maar degradeerde daarna ook meteen weer. Het zou de zwanenzang zijn voor de club bij de top. Als tweedeklasser nam de club in 2000 voor het eerst en tot dusver enige keer in zijn bestaan deel aan de nationale reeks, Série C. De club werd vierde op zeven in zijn groep en miste op een haar na de tweede ronde. In 2001 namen ze wel nog deel aan de voorronde om zich te kwalificeren voor het Campeonato Carioca, maar werd hier laatste.
In 2012 degradeerde de club voor het eerst naar de derde klasse. Na twee seizoenen promoveerde de club weer, maar in 2017 volgde een nieuwe degradatie. In 2018 volgde een tweede degradatie op rij waardoor de club 120 jaar na de oprichting op het dieptepunt in haar bestaan zit, de vierde divisie. In 2020 werd de competitie niet gespeeld vanwegen de coronacrisis in Brazilië en ook de daaropvolgende twee seizoenen nam de club niet deel aan de competitie. In 2023 keerde de club terug naar de competitie en moest aantreden in de Série C, de vijfde klasse. De club werd daar vicekampioen en promoveerde naar de Série B2 van datzelfde seizoen nog. De club ging verder op zijn elan en veroverde zowaar de titel waardoor ze tweede opeenvolgende promotie kregen en in 2024 weer kunnen aantreden in de Série B1.

## Erelijst
Campeonato Carioca
1926
Torneio Municipal de Futebol do Rio de Janeiro
1943

## Bekende ex-spelers
- Roberto Emílio da Cunha